# Blessington
Blessington (irl. Baile Coimín) – miasto w hrabstwie Wicklow w Irlandii, położone na przy drodze N81 pomiędzy Dublinem i Tullow.